# Else Krüger
Else Krüger, född 9 februari 1915 i Hamburg-Altona, var Martin Bormanns privatsekreterare och påstådda älskarinna.
Krüger befann sig i Adolf Hitlers bunker under slaget om Berlin. Adolf Hitler uppmanade Krüger, Gerda Christian, Traudl Junge och Constanze Manziarly att lämna Berlin och ta sig till Berghof i södra Bayern, men de valde att stanna i bunkern. Den 1 maj 1945 anslöt hon sig till den grupp som leddes av SS-Brigadeführer Wilhelm Mohnke och lämnade bunkern. Morgonen därpå greps de i en källare vid Prinzenallee. Efter ha släpps ur brittisk fångenskap flyttade hon till England där hon gifte sig med sin förhörsledare kapten Leslie James. Julen 1947 gifte de sig och bosatte sig utanför Liverpool.